# یک پایان شاد دیگر
یک پایان شاد دیگر (کره‌ای: 한번 더 해피엔딩; لاتین‌نویسی اصلاح‌شده: Hanbeon Deo Haepiending) یک مجموعهٔ تلویزیونی کره جنوبی سال ۲۰۱۶ با بازی جانگ نا-را، جونگ کیونگ هو، یو این-نا، کوان یول، یو دا-این و سو این-یونگ است. این مجموعه از ۲۰ ژانویه تا ۱۰ مارس ۲۰۱۶، روزهای چهارشنبه و پنجشنبه ساعت ۲۲:۰۰ (کی‌اس‌تی) از ام‌بی‌سی پخش شد.

## بازیگران

### اصلی
- جانگ نا-را در نقش هان می-مو
- جونگ کیونگ هو در نقش سونگ سو-هیوک
- یو این-نا در نقش گو دونگ-می
- کوان یول در نقش گو هه-جون
- یو دا-این در نقش بک دا-جونگ
- سو این-یونگ در نقش هونگ ئه-را